# 小行星1662
小行星1662（1662 Hoffmann）是一颗围绕太阳公转的小行星。1923年9月11日，卡爾·威廉·萊茵姆特在海德堡发现了此天体。
該小行星以萊茵姆特的媳婦歐姆特洛·霍夫曼（Irmtraud Hoffmann）命名。
这颗小行星的绝对星等为62.63988等。